# Claude Stout Brinegar
Pour les articles homonymes, voir Brinegar.
Claude Stout Brinegar, né le  16 décembre 1926 à Rockport (en) (Californie) et mort le 13 mars 2009 à Palo Alto (Californie), est un homme politique américain. Il est secrétaire aux Transports entre 1973 et 1975 dans l'administration du président Richard Nixon puis dans celle de son successeur Gerald Ford.

## Biographie
Il est le fils de Lyle et Claude Brinegar. Il obtient un doctorat en économie à l'université Stanford. Il sert dans l'armée de l'air américaine en 1945-1947.